# Jay Asher
Jay Asher, född 30 september 1975 i Arcadia, är en amerikansk författare. Han är känd för sin bok Tretton skäl varför som har sålt i över två miljoner exemplar världen över.